# Hermine Zaynard
Hermine Zaynard geb. Schwarzer (geboren am 25. oder 26. Mai 1913 in Wien; hingerichtet am 19. November 1943 ebenda) war eine österreichische technische Zeichnerin und Widerstandskämpferin gegen den Nationalsozialismus. Sie wurde von der NS-Justiz zum Tode verurteilt und geköpft.

## Leben
Zaynard war Vorzugsschülerin und absolvierte eine Schule für Kindergärtnerinnen. Sie trat den Roten Falken bei, wurde Funktionärin in Wien-Margareten und nahm 1933 am Internationalen Rote-Falken-Treffen in Oostende teil. 1934 wurde sie Mitglied des Kommunistischen Jugendverbands Österreichs (KJVÖ) und wurde rasch KJVÖ-Leiterin in Margareten. Zwischen 1934 und 1938 wurde sie vom austrofaschistischen Regime dreimal verhaftet und war insgesamt zweieinhalb Jahre in Haft. Im März 1938 wurde sie aus dem Frauenzuchthaus in Wiener Neudorf entlassen und wurde, bereits KPÖ-Mitglied, mit den Kontakten der Partei in den anderen Bundesländern betraut. Sie arbeitete tagsüber als technische Zeichnerin und besucht abends die Maturaschule. 1940 heiratete sie Leopold Zaynard, der ebenfalls im Widerstand tätig war.
Am 29. April 1942 wurde Hermine Zaynard verhaftet und wird anschließend gemeinsam mit Friedrich Hedrich wegen „Vorbereitung zum Hochverrat“ angeklagt. Der Hauptvorwurf gegen Zaynard lautete, sie habe dem KP-Auslandsfunktionär Julius Kornweitz Unterkünfte vermittelt und eine Verbindung zwischen diesem und ihrem Ehemann Leopold Zaynard hergestellt. Am 30. September 1943 wird sie gemeinsam mit Hederich vom Volksgerichtshof  zum Tode verurteilt. Die Hinrichtung durch das Fallbeil erfolgte am 19. November 1943 im Wiener Landesgericht.

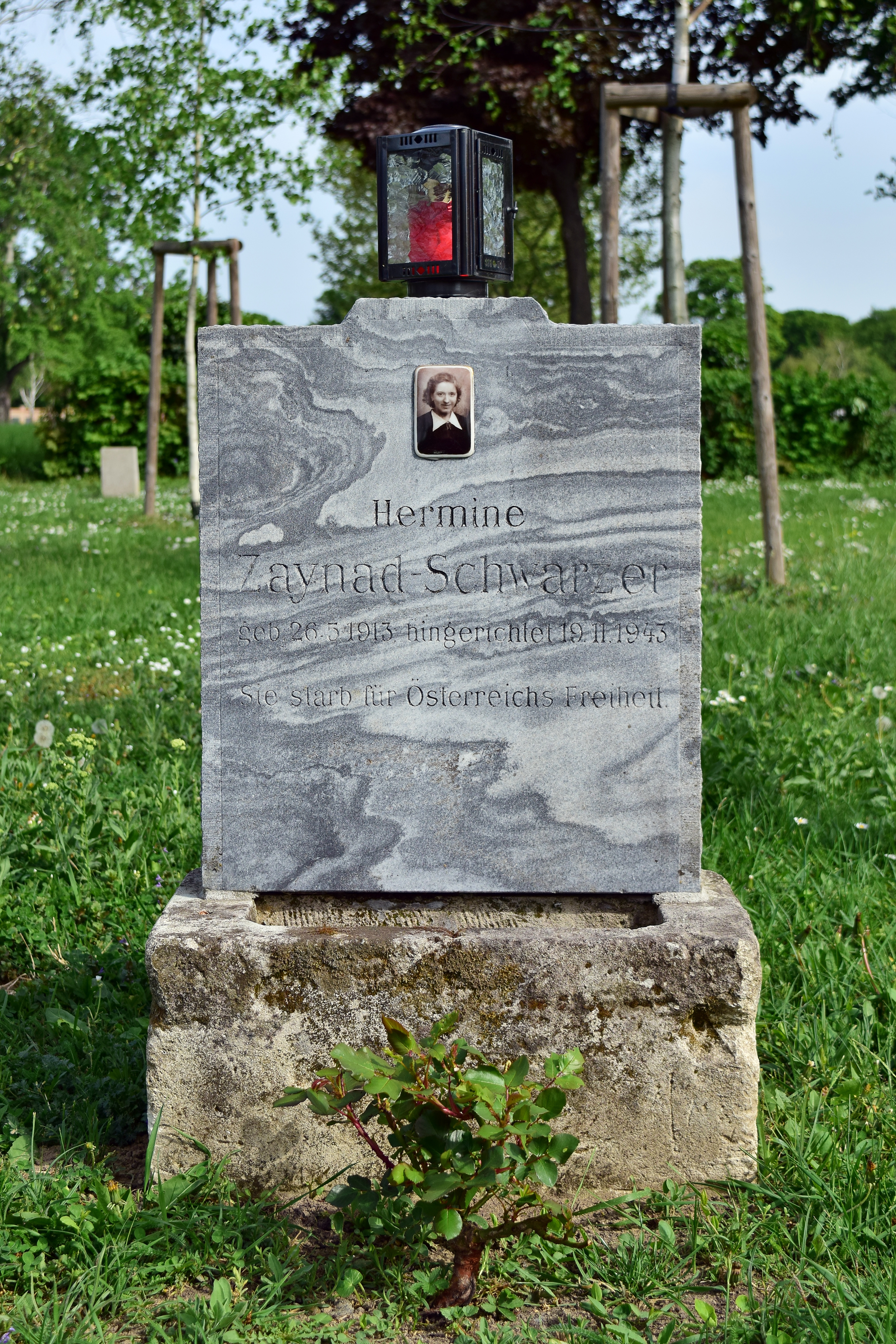
Grabstein auf dem Wiener Zentralfriedhof, Gruppe 40

Ihre Mutter Hermine Schwarzer wurde ebenfalls festgenommen. Ihr Ehemann, Leopold Zaynard, wurde bereits am 16. Dezember 1942 vom Reichskriegsgericht in Berlin zum Tode verurteilt und am 5. März 1943 in Berlin hingerichtet.

## Gedenken
Zaynards Name findet sich auf der Gedenktafel im ehemaligen Hinrichtungsraum des Wiener Landesgerichts. Sie ist in der Schachtgräberanlage der Gruppe 40 (Reihe 25/Grab 190) des Wiener Zentralfriedhofes bestattet.

## Nachweise
1. ↑  Das Geburtsdatum betreffend divergieren die Quellen: Nachkriegsjustiz gibt den 25. an, AKG und DÖW den 26. Mai 1913.
2. ↑  Alfred-Klahr-Gesellschaft: Hermine ZAYNARD-SCHWARZER 26.5.1913-19.11.1943, abgerufen am 19. Mai 2015
3. ↑  Dokumentationsarchiv des österreichischen Widerstandes:  Nicht mehr anonym (Memento des Originals vom 5. März 2016 im Internet Archive)  Info: Der Archivlink wurde automatisch eingesetzt und noch nicht geprüft. Bitte prüfe Original- und Archivlink gemäß Anleitung und entferne dann diesen Hinweis., Eintrag Hermine Zayard (mit drei Fotos aus der Erkennungsdienstlichen Kartei der Gestapo Wien), abgerufen am 19. Mai 2015
4. ↑  Nachkriegsjustiz, abgerufen am 19. Mai 2015

| Personendaten    | Personendaten                                                                                |
| ---------------- | -------------------------------------------------------------------------------------------- |
| NAME             | Zaynard, Hermine                                                                             |
| ALTERNATIVNAMEN  | Schwarzer, Hermine                                                                           |
| KURZBESCHREIBUNG | österreichische technische Zeichnerin und Widerstandskämpferin gegen den Nationalsozialismus |
| GEBURTSDATUM     | 25. Mai 1913 oder 26. Mai 1913                                                               |
| GEBURTSORT       | Wien                                                                                         |
| STERBEDATUM      | 19. November 1943                                                                            |
| STERBEORT        | Wien                                                                                         |